# Блатниця (Болгарія)
Бла́тниця (болг. Блатница) — село в Пазарджицькій області Болгарії. Входить до складу общини Стрелча.

## Населення
За даними перепису населення 2011 року у селі проживали 183 особи, з них 81 особа (98,8 %) — болгари.
Розподіл населення за віком у 2011 році:
Динаміка населення: